# سوبورو تي في
سوبورو تي في (رسميًا Suboro TV، بالسريانية: ܦܪܣ ܚܙܘܐ ܕܣܘܒܪܐ) هي قناة تلفزيونية تملكها وتديرها الكنيسة السريانية الأرثوذكسية. تبث برامجها باللغتين السريانية (بما في ذلك الطورانية) والعربية، وتغطي بصورة رئيسية مواضيعًا دينيةً وأخبارًا متنوعة من داخل الكنيسة والبلدان التي ينتشر فيها أتباعها.

## التسمية
كلمة «سوبورو» تعني «البشارة»، وهي ترجع إلى اللغة السريانية التقليدية، وهي النسخة الليتورجية (الكنسيّة) من اللغات الآرامية الحديثة، التي يستخدمها السريان المعاصرون. لفظ الكلمة مع حرف «الواو» الأخير يدل على اللهجة الطورانية. 

## التاريخ
كانت الكنيسة السريانية الأرثوذكسية تأمل البدء في بث برامج دينية خاصة بالطقوس السريانية في وقت مبكر من عام 2009. أنُشئت القناة استجابة للاضطهاد المتزايد الذي تعرض له المسيحيون السريان الأرثوذكس، فضلاً عن هجرتهم المتزايدة خارج موطنهم. بالإضافة إلى ذلك، كان من المفترض أن تكون قناة دينية بحتة إلى جانب برامج متعلقة باللغة السريانية، وتعزيز استخدام اللغة والوعي بالثقافة دون أجندة سياسية محددة أو غير ذلك.
توقف تقدم القناة حتى انعقاد المجمع المقدس في عام 2015، وكان يؤمل أن تبدأ البث بحلول 25 مارس 2018، وهو يوم عيد البشارة. خططت القناة لإقامة أولى محطاتها في لبنان وألمانيا، مع مراسلين في سوريا والعراق وتركيا بالإضافة لمناطق انتشار المجتمع السرياني الأرثوذكسي في الغرب.  مع ذلك لم تُفتتح القناة رسميًا حتى عام 2019 عندما افتُتح مقرها الرئيسي. حضر الحفل آرام الأول، بطريرك الكنيسة الأرمنية في كيليكية، وإغناطيوس يوسف الثالث يونان، بطريرك الكنيسة السريانية الكاثوليكية. وفي كلمة ألقاها خلال الحفل، أعلن بطريرك الكنيسة السريانية الأرثوذكسية، إغناطيوس أفرام الثاني أن "صوت أنطاكية" قد انطلق إلى العالم أجمع، وهنأ فريق القناة على إطلاقها الناجح.
في مارس 2022، بدأت القناة بثها رسميًا في القامشلي، بمناسبة عيد البشارة. حضر مار أفرام الثاني حفل الافتتاح عبر الإنترنت وهنأ الفريق وراء الإستديو، معربًا عن أمله في أن يساعد افتتاح القناة على نشر البرامج الدينية المسيحية لأهالي المدينة. بعد عامين، في يونيو 2024، شارك أفرام الثاني في حفل افتتاح إستديوهات جديدة للقناة في حلب، حضره العديد من أساقفة الكنيسة.
تماشياً مع مهمتها، شاركت القناة أيضًا في مهرجان «صناع المحتوى السرياني» في عنكاوا، الذي استضافته المديرية العامة للثقافة والفنون السريانية (مردوثا) في عام 2022.

## الأهداف
حددت الكنيسة السريانية الأرثوذكسية أهداف القناة بالتالي:
- إنتاج وبث برامج تلفزيونية ذات جودة ونزاهة تتعرف على الاحتياجات الروحية للشعب السرياني وتلبيها.
- إنتاج برامج دينية وثقافية واجتماعية تستهدف فئات مختلفة داخل المجتمع مثل الأطفال والشباب وغيرهم.
- نشر الإنجيل وإيمان الكنيسة وتعاليم آباء الكنيسة السريانية الأرثوذكسية.
- إعلام بقية العالم بالتحديات التي يواجهها الشعب السرياني.
- تعزيز التفاهم متعدد الثقافات والحوار الديني.
- تقديم برامج موجهة نحو المجتمع من شأنها إثراء الشعب السرياني وكذلك المشاهدين غير السريان.

## روابط خارجية
- Suboro TV  على فيسبوك.
- Suboro TV على إنستغرام.
- Suboro TV على يوتيوب.